# Pygidium (Insekten)
Das Pygidium bezeichnet bei manchen Gruppen der Insekten den verhärteten (sklerotisierten) Rückenschild (Tergit oder Tergum) des letzten frei sichtbaren Abdominalsegments. Die verschiedenen als Pygidium bezeichneten Strukturen sind bei den verschiedenen Insektenordnungen konvergent entstanden und nicht homolog, sie liegen zum Beispiel auf unterschiedlichen Segmenten. Auch bei anderen Tiergruppen gibt es solche, nicht homologen, als Pygidium bezeichneten Strukturen. Bei vielen Käfern und Hautflüglern liegen im Pygidium die Ausführgänge der Pygidialdrüsen.

## Käfer

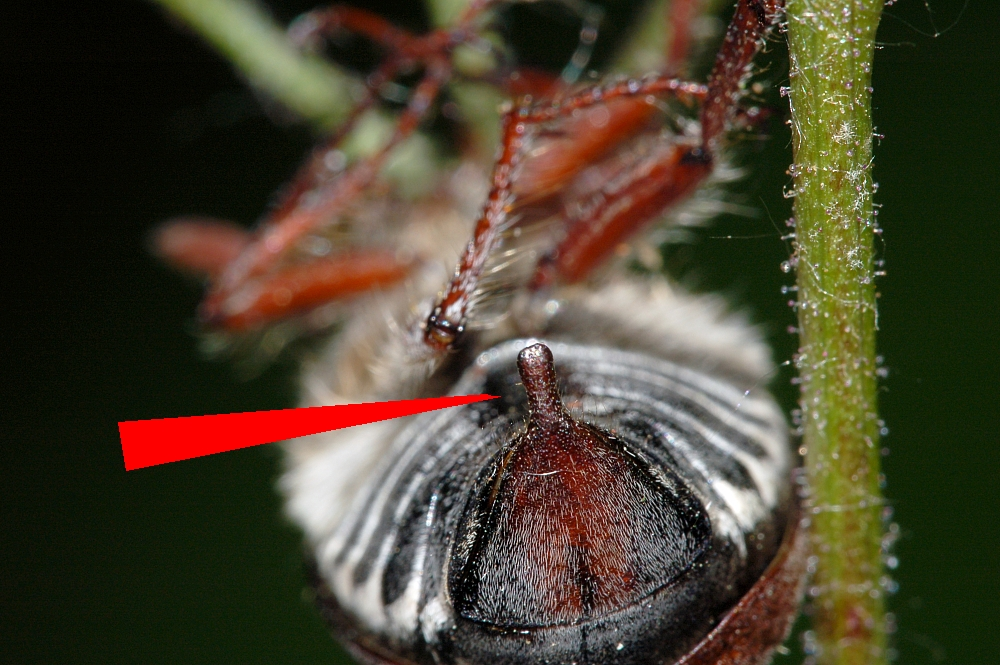
Pygidium beim Waldmaikäfer Melolontha hippocastani

Bei den Käfern (Coleoptera) ist das Pygidium je nach Familie das Tergit der Hinterleibssegmente sieben oder acht. Das Pygidium kann dabei von den Flügeldecken oder Elytren in Ruhelage bedeckt sein, oder diese sind am Ende verkürzt, so dass es frei liegt. Für einige Autoren ist nur ein frei liegendes ein echtes Pygidium. Die übrigen, von den Elytren bedeckten Abdominaltergite sind oft desklerotisiert, weiß gefärbt und weichhäutig. Lassen die Flügeldecken zwei Tergite unbedeckt, wird der davor liegende oft als Propygidium bezeichnet. Das Pygidium der Käfer wird auch „Analschild“ oder „Afterdecke“ genannt.
Die auf dem Pygidium mündenden Pygidialdrüsen sind bei zahlreichen Gruppen der Käfer vorhandene Wehrdrüsen, teilweise besitzen sie aber noch andere Funktionen. So können sie bei auf der Wasseroberfläche lebenden Käfern wie zum Beispiel Taumelkäfern oder einigen Kurzflügelkäfern ein Sekret abgeben, das die Oberflächenspannung des Wassers herabsetzt und das Tier so vorwärts katapultiert. Sie werden bei den Kurzflügelkäfern aus Homologiegründen so genannt.

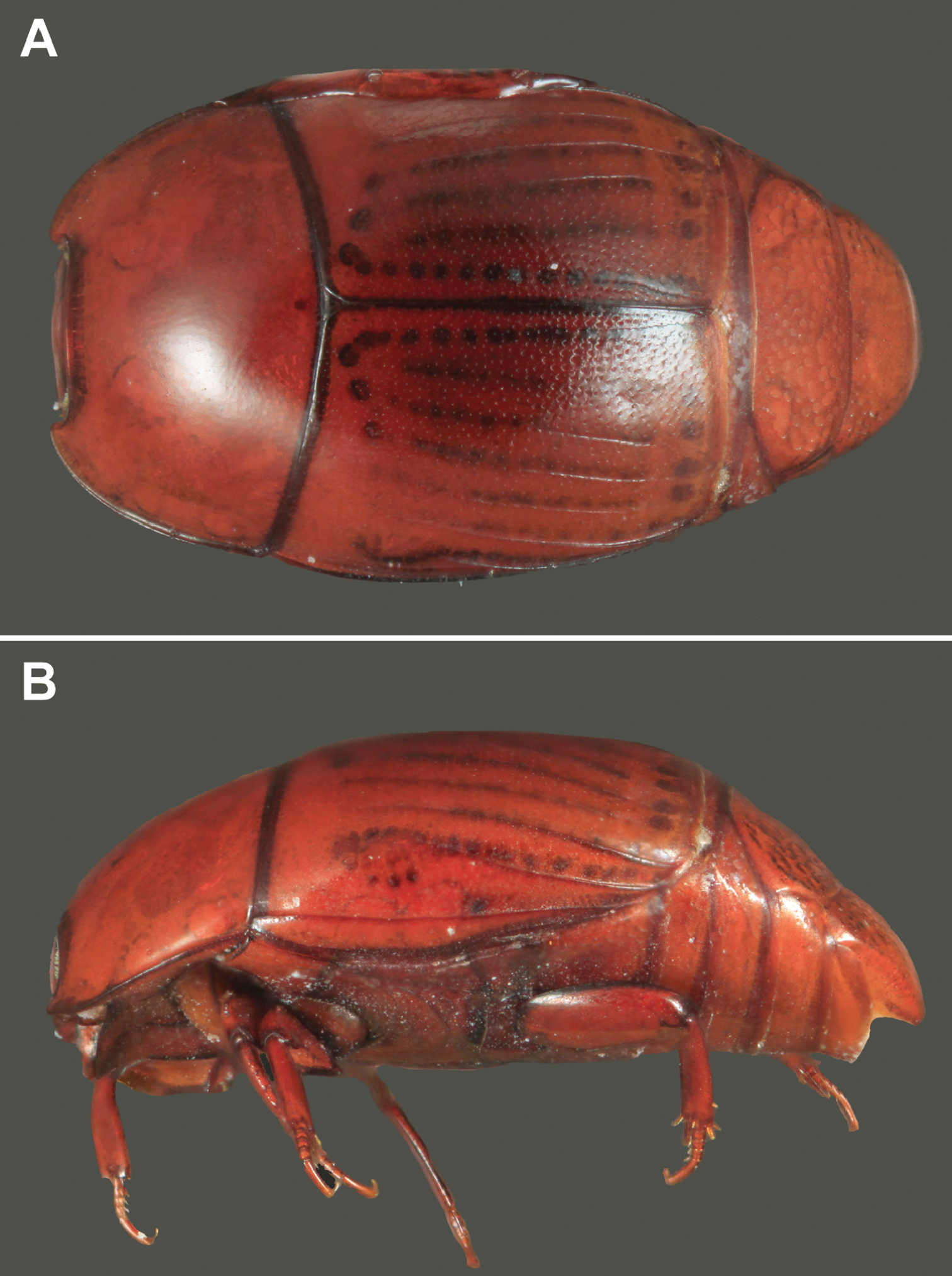
Der Stutzkäfer Kaszabister barrigai mit Pygidium und Propygidium

## Hautflügler
Bei den Hautflüglern ist das Pygidium das Tergit des siebten Hinterleibssegments. Wie bei den Käfern, besitzen auch einige Hautflügler Pygidialdrüsen, diese dienen zum Beispiel bei den Ameisen als Wehrdrüsen. Bei den Bienen und anderen Aculeata ist oft auf dem Pygidium ein sogenanntes Pygidialfeld ausgebildet. Dies ist eine etwa dreieckige, seitlich durch Kiele begrenzte Struktur, die zum Beispiel bei grabenden Arten Bedeutung beim Nestbau besitzen kann.

## Ohrwürmer
Bei den Ohrwürmern befindet sich das Pygidium hinter dem 10. Abdominaltergit, zwischen der Basis der beiden Zangenarme. Streng genommen handelt es sich beim oberen, oftmals sichtbaren, Teil des Pygidiums um die verkümmerten Reste eines 11. Abdominaltergits. Der untere Teil des Pygidiums ist bei manchen Arten deutlich von oben sichtbar, bei vielen anderen jedoch nicht. Das Pygidium ragt bei vielen Arten nach hinten zwischen den Zangen (anatomisch: Cerci) vor. Die sehr variable Form des Pygidiums, das beispielsweise kaum sichtbar oder auch sehr lang und spitz ausgezogen sein kann, dient bei Ohrwürmern häufig als Bestimmungsmerkmal und auch zur Unterscheidung der Geschlechter. Bei vielen Arten ändert sich je nach Nymphenstadium die Form des Pygidiums.